# Vjačeslav Lycho
Vjačeslav Nikolaevič Lycho (in russo Вячеслав Николаевич Лыхо?; Michnevo, 16 gennaio 1967) è un ex pesista russo, fino al 1991 sovietico, vincitore della medaglia di bronzo alle Olimpiadi di Barcellona 1992.
Nel 1990, in occasione della vittoria della medaglia di bronzo ai Campionati europei di Spalato è stato trovato positivo ad un test antidoping ed ha ricevuto una squalifica di tre mesi dalle competizioni.

## Palmarès
| Anno | Manifestazione    | Sede       | Evento         | Risultato | Misura  | Note |
| ---- | ----------------- | ---------- | -------------- | --------- | ------- | ---- |
| 1986 | Mondiali juniores | Atene      | Getto del peso | Argento   | 18,71 m |      |
| 1987 | Mondiali          | Roma       | Getto del peso | 9º        | 19,98 m |      |
| 1989 | Europei indoor    | L'Aia      | Getto del peso | 4º        | 20,16 m |      |
| 1990 | Europei           | Spalato    | Getto del peso | dq        | dq      |      |
| 1992 | Olimpiadi         | Barcellona | Getto del peso | Bronzo    | 20,94 m |      |
| 1997 | Mondiali          | Atene      | Getto del peso | 28º       | 18,04 m |      |